# Guillaume Auguste Peltzer
 (juillet 2024).
Pour les articles homonymes, voir Peltzer.
Guillaume Auguste Peltzer, né à Verviers le 18 août 1831 et mort à Verviers le 20 mars 1893, est un homme politique belge.

## Biographie
Guillaume Auguste Peltzer est le fils d'Henri Édouard Peltzer, négociant et manufacturier, et de Johanetta Manskopf. Marié avec Lucie Bacot puis avec Hélène Gay, il est le beau-père de Pierre Orts.

## Fonctions et mandats
- Conseiller communal de Verviers : 1864-1869, 1871-1887
- Conseiller provincial de Liège : 1871-1872
- Membre de la Chambre des représentants de Belgique : 1872-1892
- Membre du Sénat belge : 1892-1893

## Sources
- Jean-Luc DE PAEPE en Christiane RAINDORF-GERARD, Le Parlement Belge, 1831-1894. Données biographiques, Brussel, Académie royale des sciences, des lettres et des beaux-arts de Belgique, 1996

- Notice dans un dictionnaire ou une encyclopédie généraliste :   - Biographie nationale de Belgique

1. ↑  Arrière petite-fille d'Alexandre Bacot et arrière petite-nièce de Jean-Aubin Dumoustier de Frédilly